# Ótimo Climático do Início do Eoceno
O Ótimo Climático do Eoceno Inferior (EECO - Early Eocene Climatic Optimum em inglês), também conhecido como Máximo Térmico do Eoceno Inferior (EETM, Early Eocene Thermal Maximum em inglês), foi um período de condições climáticas extremamente quentes de estufa [en] durante a época do Eoceno. O EECO representou o intervalo mais quente e prolongado da era Cenozoica e um dos períodos mais quentes de toda a história da Terra.

## Duração
O EECO durou entre aproximadamente 54 a 49 milhões de anos atrás (Ma). Seu início é marcado por um significativo enriquecimento geoquímico de carbono isotopicamente leve, conhecido como uma excursão negativa de δ13C, que delimita o hipertermal [en] Máximo Térmico do Eoceno 3 (ETM3).

## Clima
De acordo com alguns modelos climáticos, o EECO foi caracterizado por uma temperatura média global da superfície extremamente elevada, estimada entre 23,2 e 29,7 °C, com uma média aproximada de 27,0 °C. Na América do Norte, a temperatura média anual foi de 23,0 °C, enquanto a precipitação média anual (PMA) do continente foi de cerca de 1500 mm. A amplitude da temperatura média anual (ATMA) na América do Norte variou entre 47 °C e 61 °C, enquanto na Ásia esteve entre 51 e 60 °C. As Terras Altas de Okanagan [en] apresentavam um clima mesotérmico úmido, com análises bioclimáticas estimando uma temperatura média anual (TMA) de 12,7 a 16,6 °C, uma temperatura média do mês mais frio (TMMF) de 3,5 a 7,9 °C e uma PMA de 103 a 157 cm. Medições de isótopos agrupados [en] na bacia do Rio Green e Bacia de Bighorn [en] confirmam alta sazonalidade de temperatura, contradizendo previsões climatológicas de um clima equável em condições de estufa. As temperaturas dos lagos na Formação Green River variaram de 28 °C a 35 °C, com a presença predominante de euxinia na zona fótica lacustre. Sedimentos do Condado de San Diego, Califórnia registram uma PMA de 1100 ± 299 mm, notavelmente mais seca que durante o Máximo Térmico Paleoceno-Eoceno. As temperaturas da superfície do mar (TSM) ao largo da Ilha Seymour foram de aproximadamente 15 °C. Áreas de alta elevação na Ásia, África e Antártica experimentaram aquecimento dependente da elevação (ADE), enquanto na América do Norte e na Índia houve resfriamento dependente da elevação (RDE).
Acredita-se que o gradiente climático latitudinal tenha sido menor, resultado principalmente da redução das diferenças de albedo na superfície terrestre. Embora se acredite que as TSMs apresentassem um gradiente de temperatura latitudinal reduzido, isso pode ser um artefato da reequilíbrio de isótopos de oxigênio induzida pelo sepultamento em fósseis de foraminíferos bentônicos.
Simulações de modelagem climática indicam uma concentração de dióxido de carbono na atmosfera de cerca de 1.680 ppm para reproduzir as condições de estufa do EECO, embora proxies geoquímicos [en] sugiram entre 700 e 900 ppm. A densidade estomática em folhas de Ginkgo sugere que o pCO2 era mais que o dobro dos níveis pré-industriais. Além disso, as concentrações de metano no Eoceno Inferior podem ter sido significativamente mais altas que atualmente.
A natureza do ciclo hidrológico durante o EECO é controversa. Evidências de turfeiras alemãs indicam alta variabilidade, com alternâncias entre aridez e umidade. A variabilidade hidroclimática na Bacia de Gonjo, Tibete, foi controlada principalmente por ciclos de excentricidade orbital. Em contraste, evidências da América do Norte sugerem que o ciclo hidrológico foi intensificado durante o EECO, embora relativamente estável, diferentemente dos hipertermais anteriores, e essa estabilidade pode ter encerrado o EECO ao permitir altas taxas de sepultamento de carbono orgânico em ambientes lacustres.

## Causas
O EECO foi precedido por uma tendência de aquecimento de longo prazo no Paleoceno Superior e no Eoceno Inferior. Foi desencadeado por uma série de eventos hipertermais intensos no Eoceno Inferior, incluindo o Máximo Térmico do Eoceno 2 [en] (ETM2) e o ETM3.
A erupção que formou a Formação Pana, uma formação de rocha vulcânica no sul do Tibete, possivelmente resultante de uma super erupção, foi proposta como fonte de excesso de carbono na atmosfera que impulsionou o EECO. Outras pesquisas atribuem os altos níveis de gases de efeito estufa ao aumento da geração de petróleo em bacias sedimentares e à ventilação intensificada de carbono marinho.

## Efeitos bióticos
A fase final da Revolução Terrestre das Angiospermas ocorreu durante o EECO. O clima de super estufa do EECO promoveu uma extensa diversificação floral e aumentou a complexidade dos habitats nos biomas terrestres da América do Norte. As condições quentes e úmidas do EECO podem ter facilitado a evolução de briófitas epífitas, com o membro mais antigo da Lejeuneaceae sendo descrito a partir de fósseis do âmbar de Cambay datados do EECO. As Terras Altas de Okanagan, na Colúmbia Britânica e em Washington, tornaram-se um ponto de biodiversidade a partir do qual linhagens recém-evoluídas de plantas adaptadas ao clima temperado se irradiaram após o fim do EECO.
O clima era quente o suficiente para permitir que palmeiras e besouros das palmeiras habitassem regiões montanhosas da Colúmbia Britânica e de Washington. A Ilha Ellesmere passou a ser habitada por primatomorfos basais, enquanto o Ártico Ocidental do Canadá abrigava crocodiliformes. O período anterior ao EECO foi marcado por um aumento na diversidade de mamíferos na Bacia de Bighorn [en], em Wyoming. Em toda a América do Norte, o calor e a umidade do EECO promoveram maior diversidade floral e complexidade de habitats, o que, por sua vez, aumentou a diversidade de mamíferos. O fim do EECO causou uma queda na diversidade de mamíferos conhecida como Colapso Bridgeriano.
A Yakutia do Norte estava coberta por manguezais. A Mongólia testemunhou um evento de umidificação que a transformou de uma área de arbustos em uma floresta, reduzindo significativamente a incidência de incêndios florestais locais.
Na América do Sul, o EECO coincidiu com a Idade dos Mamíferos Terrestres Sul-Americanos [en] de Itaboraí [en]. Os cingulados diversificaram-se ao longo do EECO.
Na África, o fim do EECO trouxe uma renovação dos hienaodontes [en], com o aumento da riqueza subfamiliar entre os hienaodontes.
As margens setentrionais do Golfo Australo-Antártico, então localizadas entre 60-65 °S, estavam cobertas por vegetação de planície tropical úmida. Pólen de Nypa é registrado em sedimentos do sudeste da Austrália.
Apectodinium tornou-se abundante nos mares e é frequentemente usado como marcador bioestratigráfico do EECO. O Tétis central, na região que hoje é o nordeste da Itália, era um ponto de alta diversidade de corais, com seu ambiente deltaico mesofótico atuando como refúgio. No Shatsky Rise, os foraminíferos planctônicos Morozovella e Chiloguembelina diminuíram em abundância. Acarinina [en] tornou-se o foraminífero planctônico dominante nesta localidade. Morozovella passou por uma mudança de enrolamento dextral para sinistral durante o EECO. O dinoflagelado eurialino Homotryblium tornou-se superabundante no sítio de Waipara, na Nova Zelândia, durante o EECO inicial e médio, refletindo a ocorrência de estratificação significativa das águas superficiais, bem como aumento da salinidade.

## Efeitos geológicos
O EECO causou um aumento na deposição de cherte por meio do fracionamento bacia-bacia pela circulação de águas profundas, levando a concentrações aumentadas de sílica no Atlântico Norte, o que, por sua vez, resultou na precipitação direta de sílica, bem como em sua absorção por minerais argilosos. O Pacífico Equatorial exibe extensos depósitos de cherte depositados durante o EECO. O EECO também foi marcado por uma deposição aprimorada de glauconita.

## Comparação com o aquecimento global atual
Como os valores de pCO2 do EECO podem potencialmente ser alcançados se as emissões antropogênicas de gases de efeito estufa continuarem inabaláveis por três séculos, o EECO tem sido usado como análogo para projeções de alto nível do clima futuro da Terra que resultariam da queima de combustíveis fósseis pela humanidade. Com base no cenário de emissões do Caminho de Concentração Representativo [en] 8.5 (RCP8.5), até 2150 d.C., os climas em grande parte do mundo se assemelhariam às condições durante o EECO. Um cenário de Lee et al. (2021) sugere que condições comparáveis ao EECO podem ocorrer até 2300 d.C.